# François Norbert Blanchet

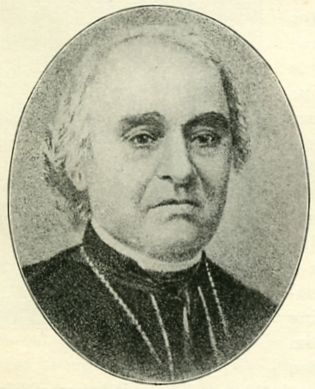

François Norbert Blanchet, auch Francis Xavier Norbert Blanchet, (* 3. September 1795 in Saint-Pierre-de-la-Rivière-du-Sud, Niederkanada, heute Kanada; † 18. Juni 1883) war ein römisch-katholischer Bischof.
Blanchet trat, wie später sein jüngerer Bruder Augustin Magloire Alexandre Blanchet, in das Priesterseminar in Quebec ein. Am 19. Juli 1819 weihte ihn Joseph-Octave Plessis, Erzbischof von Québec, zum Priester. Ein Jahr später ging er in die Mission zu den Mi’kmaq und den Akadier in New Brunswick. Um auch den Iren zu predigen, lernte er Englisch. 1827 wurde er in Montreal Pfarrer. Am 3. Mai 1838 reiste Blanchet in Quebec ab und kam am 18. November 1838 in Fort Nez Percé, im heutigen Bundesstaat Washington, an.
Papst Gregor XVI. ernannte ihn am 1. Dezember 1843 zum Titularbischof von Philadelphia in Lydia und Apostolischer Vikar von Oregon. Am 7. Mai 1844 wurde Blanchet auf das Titularbistum Draso transferiert. Am 25. Juli 1845 weihte Ignace Bourget, Bischof von Montréal, ihn in der Mary, Queen of the World Cathedral, Montreal, zum Bischof. Mitkonsekratoren waren Rémi Gaulin, Bischof von Kingston, und Patrick Phelan PSS, Koadjutor von Kingston. Am 24. Juli 1846 erhob der neugewählte Papst Pius IX. das Apostolische Vikariat zum Bistum Oregon City und trennte die Bistümer Vancouver Island, heute das Bistum Victoria, sowie Walla Walla ab. Blanchet wurde zu dessen ersten Bischof ernannt.
Am 31. Mai 1850 ernannte Papst Pius IX. ihn zusätzlich zum Apostolischen Administrator von Walla Walla, welches vier Jahre zuvor aus dem Bistum Oregon City herausgelöst. Am 29. Juli 1853 löste Papst Pius IX. das Bistum Walla Walla auf und dieses Amt erlosch.
Am 29. Juli 1850 wurde er erster Erzbischof des neuerrichteten Erzbistums Oregon City. Er nahm am Ersten Vatikanischen Konzil teil. Papst Leo XIII. nahm seinen Rücktritt als Erzbischof zum 12. Dezember 1880 an und ernannte ihn am 4. Februar 1881 zum Titularerzbischof von Amida.